# Tetraceen
Tetraceen, ook wel naftaceen, is een polycyclische aromatische koolwaterstof met als brutoformule C18H12. De stof komt voor als een licht-hygroscopisch, kleurloos tot oranje-geel kristallijn poeder, dat nauwelijks oplosbaar is in water, ethanol, benzeen, di-ethylether en koolstoftetrachloride. Tetraceen is de vierde in de groep der acenen, waarbij zijn voorganger, antraceen, bestaat uit drie benzeenringen, en de volgende in de serie, pentaceen, bestaat uit vijf benzeenringen. De stof is explosief en ontvlambaar en produceert bij verbranding een grote en hinderlijke zwarte rookwolk.

## Toepassingen
Tetraceen wordt gebruikt voor chemoluminescentie in bijvoorbeeld lightsticks. Het zendt in aangeslagen toestand een geel-groen licht uit. Tetraceen is een organische halfgeleider en wordt ook gebruikt in kleurstoflasers, organische LEDs en organische veldeffect transistoren (OFED).